# برج كولومبوس (سان فرانسيسكو)
برج كولومبوس (بالإنجليزية: Columbus Tower)، ويُعرف أيضًا باسم مبنى سينتينيل (Sentinel Building)، هو مبنى تاريخي يقع في مدينة سان فرانسيسكو بولاية كاليفورنيا، الولايات المتحدة. يتميّز المبنى بهيكله المثلثي المميز وواجهته النحاسية الخضراء، ويُعد من أبرز معالم المدينة المعمارية.

## التاريخ
بدأ بناء برج كولومبوس في عام 1905، لكن اكتماله تأخر حتى 1907 بسبب زلزال سان فرانسيسكو 1906. وقد بُني بأسلوب معماري يُعرف باسم البيزلي (Beaux-Arts) وهو شائع في أوائل القرن العشرين.
منذ اكتماله، استُخدم المبنى لمجموعة متنوعة من الأغراض، بما في ذلك مكاتب شركات إعلامية وصحف. في فترات مختلفة، كان مقرًا لعدة مؤسسات، وشهد تحولات كبيرة في استخدامه.

## المظهر المعماري
يتكوّن المبنى من سبعة طوابق، وتمتد واجهته على شكل زاوية حادة عند تقاطع شارعي كولومبوس وشارع كيرني. من أبرز ميزاته:
- واجهة نحاسية ذات لون أخضر متأكسد
- نوافذ مقوسة متكررة
- قبة صغيرة في الأعلى
- تصميم متأثر بالطراز الأوروبي الكلاسيكي

## الاستخدام الحديث
اليوم، يُستخدم المبنى كمقر لشركة الإنتاج السينمائي التي يمتلكها المخرج الأمريكي الشهير فرانسيس فورد كوبولا، وتُعرف باسم American Zoetrope. كما يضم مطعمًا في الطابق الأرضي يُسمى "كافيه زويتروب"، وهو مكان شعبي لزوار سان فرانسيسكو.

## في الثقافة العامة
ظهر برج كولومبوس في عدة أفلام وصور فوتوغرافية وسياقات ثقافية، نظرًا لشكله الفريد وموقعه المركزي في المدينة. كما أصبح رمزًا معماريًا معروفًا في مشهد سان فرانسيسكو الحضري.